# Atarba jeanneli
Atarba jeanneli är en tvåvingeart som först beskrevs av Riedel 1914.  Atarba jeanneli ingår i släktet Atarba och familjen småharkrankar.
Artens utbredningsområde är Kenya. Inga underarter finns listade i Catalogue of Life.